# Фотонная корреляционная спектроскопия

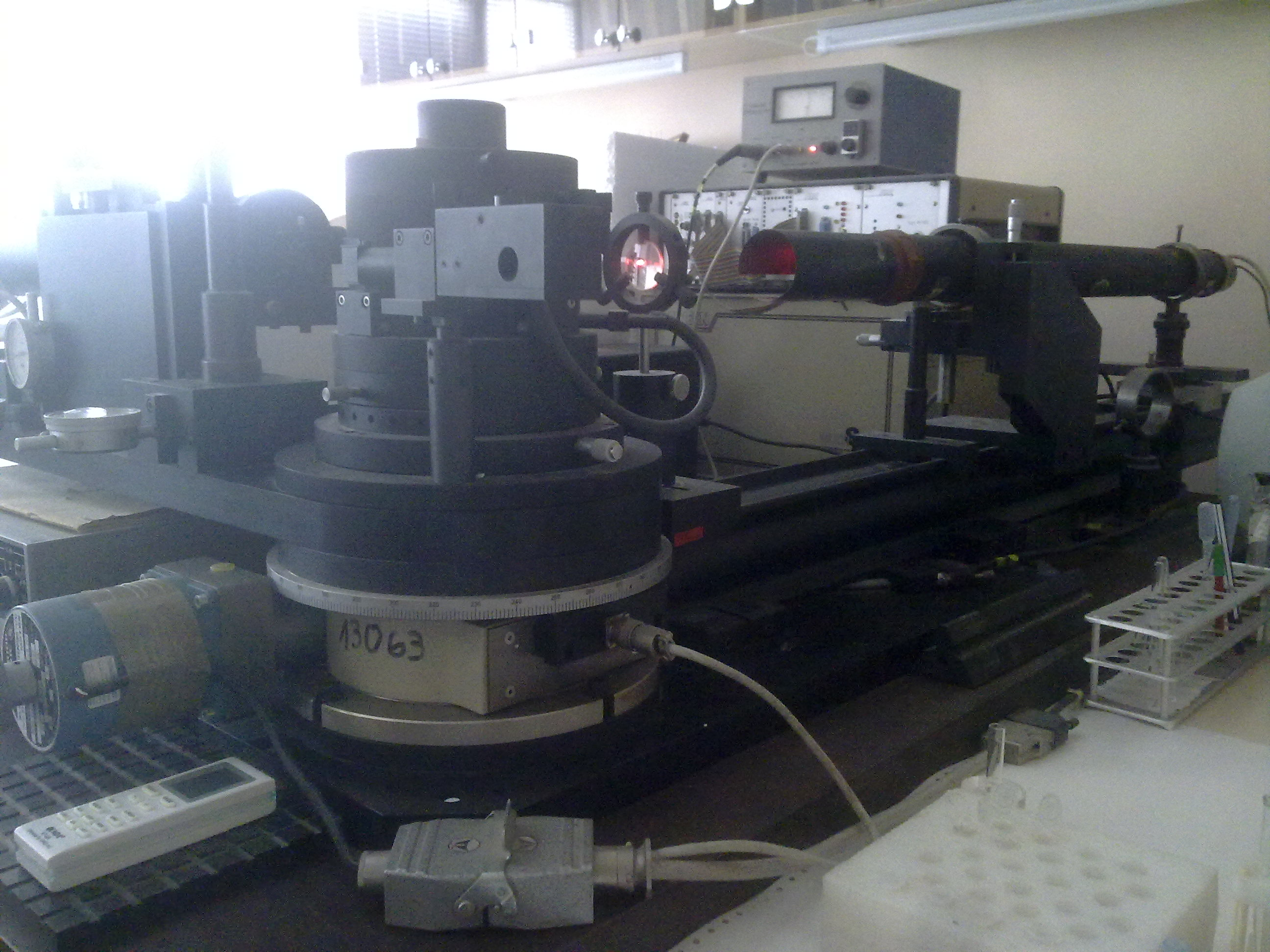
Лазерный корреляционный спектрометр

Фотонная корреляционная спектроскопия сокр., ДРС; ЛКС	иначе метод динамического рассеяния света; квазиупругое рассеяние света; неупругое светорассеяние; динамическое светорассеяние; лазерная корреляционная спектроскопия (англ. dynamic light scattering или англ. Dynamic Laser Light Scattering, Photon Correlation Spectroscopy, Quasi-Elastic Light Scattering сокр., DLS; PCS; QELS; DLLS) — метод исследования структуры и динамики газообразных и жидких сред, основанный на анализе временной автокорреляционной функции интенсивности рассеянного излучения.

## Описание
Временная автокорреляционная функция интенсивности рассеяния определяет характерные масштабы времени, на которых движение рассеивающих центров скоррелировано, т. е. зависит от их положения в предыдущие моменты времени. Так, автокорреляционная функция для излучения, рассеянного на коллоидном растворе частиц одинакового размера, экспоненциально затухает со временем. По скорости затухания можно определить коэффициент самодиффузии частиц, а затем по формулам Стокса и Эйнштейна рассчитать их гидродинамический радиус. Если раствор содержит частицы разного размера, то можно рассчитать гистограмму распределения частиц по размеру с помощью различных математических алгоритмов.
Для наблюдения временных корреляций рассеянного излучения необходимо использовать именно лазерное излучение, которое является когерентным и монохроматичным. Размер исследуемых объектов должен быть сопоставим с длиной световой волны, для более мелких частиц падающий свет рассеивается равномерно по всем направлениям. Использование рентгеновских источников излучения, длина волны которых очень мала, позволяет изучать структуры молекулярного масштаба.
Методом фотонной корреляционной спектроскопии исследуют поведение различных коллоидных систем, а также полимерных растворов и гелей. В последние годы этот метод используют для анализа физиологических жидкостей в медицинской диагностике.